# Никархид
Никархид — приближённый Александра Македонского.

## Биография
Никархид, сын Сима, был родом из Пидны. В 330 году до н. э. по повелению Александра Македонского был сожжен дворец Ахеменидов в Персеполе, а сам город был разграблен и частично разрушен. Согласно сообщению Курция Руфа, Никархид был назначен начальником оставленного в крепости Персеполя трехтысячного македонского гарнизона, хотя Дройзен И. Г. отмечал невозможность достоверного определения всех обстоятельств дела. Сатрапом Персиды стал Фрасаорт. Э. Ансон отметил, что Александр, таким образом, продолжил свою политику разделения обязанностей в покорённых землях. На это обращал внимание и Шахермайр Ф.
Также Никархид упоминается Аррианом в числе триерархов македонского флота на Гидаспе при описании событий Индийского похода.